# پنگوئن صخره‌پر شرقی
پنگوئن صخره‌پر شرقی (نام علمی: Eudyptes chrysocome filholi) نام یک زیرگونه از گونه پنگوئن صخره‌پر جنوبی است.